# Bridget Jones (série de filmes)
Bridget Jones é uma série de filmes de comédia romântica britânico-estadunidense baseada nos romances de Helen Fielding. A série consiste em quatro filmes:  O Diário de Bridget Jones (2001), Bridget Jones: No Limite da Razão (2004), O Bebê de Bridget Jones (2016) e Bridget Jones: Louca pelo Garoto (2025). Juntos, os filmes arrecadaram mais de US$ 890 milhões em todo o mundo.

## Filmes

### Bridget Jones's Diary(2001)
Bridget Jones, uma mulher de trinta anos, decide, entre as resoluções de Ano Novo escrever um diário. Ela revela, a cada capítulo, as suas qualidades e os seus defeitos, além de expor com muito humor situações que fazem parte do dia-a-dia de várias mulheres nesta mesma faixa de idade: problemas com o trabalho, a busca do homem ideal etc. Cada capítulo do livro trata de um determinado dia na vida desta anti-heroína, que sempre inicia o seu relato contabilizando o peso e as calorias, cigarros e unidades alcoólicas que consumiu no dia anterior.

### Bridget Jones: The Edge of Reason(2004)
Bridget se sente confusa e vê a felicidade com Mark ameaçada quando seu ex-chefe volta a assediá-la, e uma atraente advogada passa a ser a nova colega de trabalho de seu namorado.

### Bridget Jones's Baby(2016)
Bridget está focada em sua solteirice e em sua carreira quando descobre que está grávida. Após ter dormido com um desconhecido e com seu amor do passado, Mark, ela não sabe quem é o pai.

### Bridget Jones: Mad About the Boy(2025)
Em Bridget Jones: Mad About the Boy, Bridget se encontra novamente sozinha, após a morte de Mark, seu marido, quatro anos atrás, durante uma missão humanitária no Sudão. Viúva, ela é agora mãe solteira de Billy, de 9 anos, e Mabel, de 4, e vive em um estado emocional de limbo. Acompanhada de seus amigos leais e até de seu antigo amor, Daniel Cleaver, ela tenta seguir em frente.

## Elenco principal
| Personagens           | Filmes                | Filmes                           | Filmes               | Filmes                          |
| Personagens           | Bridget Jones's Diary | Bridget Jones The Edge of Reason | Bridget Jones's Baby | Bridget Jones Mad About the Boy |
| Personagens           | 2001                  | 2004                             | 2016                 | 2025                            |
| --------------------- | --------------------- | -------------------------------- | -------------------- | ------------------------------- |
| Bridget Jones         | Renée Zellweger       | Renée Zellweger                  | Renée Zellweger      | Renée Zellweger                 |
| Mark Darcy            | Colin Firth           | Colin Firth                      | Colin Firth          | Colin Firth                     |
| Daniel Cleaver        | Hugh Grant            | Hugh Grant                       | —                    | Hugh Grant                      |
| Colin Jones           | Jim Broadbent         | Jim Broadbent                    | Jim Broadbent        | Jim Broadbent                   |
| Pamela Jones          | Gemma Jones           | Gemma Jones                      | Gemma Jones          | Gemma Jones                     |
| Jude                  | Shirley Henderson     | Shirley Henderson                | Shirley Henderson    | Shirley Henderson               |
| Tom                   | James Callis          | James Callis                     | James Callis         | James Callis                    |
| Sharon                | Sally Phillips        | Sally Phillips                   | Sally Phillips       | Sally Phillips                  |
| Richard Fink          | Neil Pearson          | Neil Pearson                     | Neil Pearson         | Neil Pearson                    |
| Una Alconbury         | Celia Imrie           | Celia Imrie                      | Celia Imrie          | Celia Imrie                     |
| Tio Geoffrey          | James Faulkner        | James Faulkner                   | James Faulkner       | —                               |
| Admiral Darcy         | Donald Douglas        | Donald Douglas                   | Donald Douglas       | —                               |
| Sra. Darcy            | Charmian May          | Shirley Dixon                    | Shirley Dixon        | —                               |
| Lara                  | Lisa Barbuscia        |                                  |                      |                                 |
| Sr. Fitzherbert       | Paul Brooke           |                                  |                      |                                 |
| Natasha Glenville     | Embeth Davidtz        |                                  |                      |                                 |
| Julian                | Patrick Barlow        |                                  |                      |                                 |
| Perpetua              | Felicity Montagu      |                                  |                      |                                 |
| Magda                 | Claire Skinner        | Jessica Hynes                    | Jessica Hynes        | Jessica Hynes                   |
| Rebecca Gillies       |                       | Jacinda Barrett                  |                      |                                 |
| Jed                   |                       | Paul Nicholls                    |                      |                                 |
| Jack Qwant            |                       |                                  | Patrick Dempsey      | —                               |
| William "Billy" Darcy |                       |                                  | não creditados       | Casper Knopf                    |
| Miranda               |                       |                                  | Sarah Solemani       | Sarah Solemani                  |
| Dra. Rawling          |                       |                                  | Emma Thompson        | Emma Thompson                   |
| Mabel Darcy           |                       |                                  |                      | Mila Jankovic                   |
| Sr. Wallaker          |                       |                                  |                      | Chiwetel Ejiofor                |
| Roxster               |                       |                                  |                      | Leo Woodall                     |
| Rebecca               |                       |                                  |                      | Isla Fisher                     |
| Chloe                 |                       |                                  |                      | Nico Parker                     |
| Nicolette             |                       |                                  |                      | Leila Farzad                    |

## Equipe técnica
| Função:               | Filmes:                                        | Filmes:                                                     | Filmes:                                   | Filmes:                                 |
| Função:               | Bridget Jones's Diary (2001)                   | Bridget Jones: The Edge of Reason (2004)                    | Bridget Jones's Baby (2016)               | Bridget Jones: Mad About the Boy (2025) |
| --------------------- | ---------------------------------------------- | ----------------------------------------------------------- | ----------------------------------------- | --------------------------------------- |
| Diretor               | Sharon Maguire                                 | Beeban Kidron                                               | Sharon Maguire                            | Michael Morris                          |
| Produtor              | Tim Bevan, Eric Fellner & Jonathan Cavendish   | Tim Bevan, Eric Fellner & Jonathan Cavendish                | Tim Bevan, Eric Fellner & Debra Hayward   | Tim Bevan, Eric Fellner & Jo Wallett    |
| Roteiro               | Andrew Davies, Richard Curtis & Helen Fielding | Andrew Davies, Richard Curtis, Adam Brooks & Helen Fielding | Helen Fielding, Dan Mazer & Emma Thompson | Helen Fielding, Dan Mazer & Abi Morgan  |
| Compositor            | Patrick Doyle                                  | Harry Gregson-Williams                                      | Craig Armstrong                           | Dustin O'Halloran                       |
| Editor                | Martin Walsh                                   | Greg Hayden                                                 | Melanie Ann Oliver                        | Mark Day                                |
| Diretor de fotografia | Stuart Dryburgh                                | Adrian Biddle                                               | Andrew Dunn                               | Suzie Lavelle                           |
| Tempo total           | 97 minutos                                     | 107 minutos                                                 | 123 minutos                               | ASA                                     |

## Recepção

### Bilheteira
| Filme                             | Data de lançamento      | Bilheteira                                  | Bilheteira       | Bilheteira         | Bilheteira      | Ranking          | Ranking       | Orçamento       |
| Filme                             | Data de lançamento      | Estados Unidos (Final de semana de estreia) | América do Norte | Outros territórios | No mundo todo   | América do Norte | No mundo todo | Orçamento       |
| --------------------------------- | ----------------------- | ------------------------------------------- | ---------------- | ------------------ | --------------- | ---------------- | ------------- | --------------- |
| Bridget Jones's Diary             | 13 de abril de 2001     | US$ 10,733,933                              | US$ 71,543,427   | US$ 210,386,368    | US$ 281,929,795 | #996             | #421          | US$ 25 milhões  |
| Bridget Jones: The Edge of Reason | 12 de novembro de 2004  | US$ 8,684,055                               | US$ 40,226,215   | US$ 222,294,509    | US$ 262,520,724 | #1,895           | #458          | US$ 40 milhões  |
| Bridget Jones's Baby              | 16 de setembro de 2016  | US$ 8,571,785                               | US$ 24,252,420   | US$ 187,700,000    | US$ 211,952,420 | #2,893           | #642          | US$ 35 milhões  |
| Bridget Jones: Mad About the Boy  | 12 de fevereiro de 2025 | n/a                                         | n/a              | US$ 138,180,269    | US$ 138,180,269 | n/a              | n/a           | US$ 50 milhões  |
| Total                             | Total                   | Total                                       | US$ 136,022,062  | US$ 759,925,448    | US$ 895,947,510 |                  |               | US$ 150 milhões |

### Resposta da crítica
| Filme                             | Rotten Tomatoes    | Metacritic       | CinemaScore |
| --------------------------------- | ------------------ | ---------------- | ----------- |
| Bridget Jones's Diary             | 79% (165 críticas) | 66 (33 críticas) | B+          |
| Bridget Jones: The Edge of Reason | 27% (157 críticas) | 44 (37 críticas) | B+          |
| Bridget Jones's Baby              | 78% (210 críticas) | 59 (42 críticas) | B+          |
| Bridget Jones: Mad About the Boy  | 89% (122 críticas) | 73 (27 críticas) | —           |

O primeiro filme recebeu críticas positivas e detém 79% de aprovação no Rotten Tomatoes, com uma média de 6,9 de 10, com base em 165 críticas. O consenso crítico do site afirma: "Embora tenha havido controvérsia sobre a escolha do elenco, a Bridget Jones de Zellweger é uma personagem simpática, adorável e engraçada, conferindo a esta comédia romântica muito charme". No Metacritic, que atribui uma nota média ponderada de 100 às resenhas dos críticos, a pontuação média foi de 66, com base em 33 avaliações, indicando "críticas geralmente favoráveis". Roger Ebert deu ao filme 3,5 de 4 estrelas.
O segundo filme recebeu críticas negativas e detém 27% de aprovação no Rotten Tomatoes, com uma média de 4,6 de 10, com base em 157 críticas. O consenso crítico do site afirma: "Atolado em palhaçadas e tolices, No Limite da Razão é uma continuação previsível da história de Bridget Jones".
O Bebê de Bridget Jones alcançou 78% de aprovação. O consenso dos críticos do site diz: "Embora tenha estreado tardiamente, os fãs da série ainda devem achar a terceira sequência um pacote de alegria".
O filme mais recente, Bridget Jones: Mad About the Boy, é o mais bem avaliado da franquia. Ele recebeu críticas mais favoráveis em comparação aos anteriores, sendo considerado um retorno positivo para a personagem. A recepção crítica foi em grande parte positiva, destacando a evolução da protagonista e a boa química dos personagens, o que lhe rendeu boas avaliações nos principais sites de crítica. O consenso do site Rotten Tomatoes afirma: "Uma brincadeira agridoce sobre novos começos, com outra reviravolta brilhante de Renée Zellweger, Mad About the Boy fecha graciosamente o livro sobre o diário de Bridget Jones".